# Татма, Лакшми
Лакшми Татма (хинди लक्ष्मी तात्मा, род. 31 декабря 2005, Арария, Индия) — индийская девочка, получившая известность вследствие того, что, имея близнеца-паразита ишиопага, сросшегося с её тазом, развитие которого остановилось в утробе матери, родилась с восемью конечностями: четырьмя руками и четырьмя ногами. В ноябре 2007 года она была успешно прооперирована, избавлена от близнеца-паразита и даже начала учиться ходить.
Эта операция стала одной из самых сложных и дорогих в истории медицины и массово освещалась в крупнейших мировых СМИ.

## Предыстория
Лакшми, родившаяся в 2005 году, была вторым ребёнком в семье из трёх детей. Родители Лакшми были бедными подёнщиками, зарабатывавшими менее 1 доллара в день, поэтому они не могли даже думать об операции для своей дочери. Девочка при рождении была названа в честь индуистской богини богатства Лакшми, имевшей четыре руки. Есть сообщения о том, что после рождения она неоднократно становилась объектом поклонения со стороны суеверных местных жителей, считавших её воплощением этой богини. Также родители Лакшми рассказывали, что одно время были вынуждены прятать свою дочь, так как её хотели похитить люди из бродячего цирка. До операции девочка страдала от язв и непрерывной лихорадки. Близнецы имели общий кровоток в области таза, у каждого из близнецов была только одна здоровая почка (вторая у каждого была некротической).

## Операция
Лакшми была не в состоянии стоять и ходить, но могла двигаться, немного потянув себя вперёд. Близнец-паразит был удалён из её тела в ноябре 2007 года в ходе операции в больнице Спарш в Бангалоре, Карнатака, Индия, которая длилась 27 часов. Участие в ней принимали в общей сложности 30 хирургов, работавших посменно. Сложнейшая и дорогостоящая операция, полностью профинансированная больницей, была успешной, в ходе неё в тело Лакшми была в том числе перемещена здоровая почка из тела близнеца-паразита. Было установлено, что без хирургического вмешательства Лакшми не смогла бы дожить даже до подросткового возраста.
Внимание СМИ к Лакшми было весьма значительным не только во время операции, но и впоследствии. В феврале 2008 года сообщалось, что врачи планируют ещё одну операцию, чтобы свести её ноги ближе друг к другу, которая впоследствии была успешно сделана. В 2010 году ей была посвящена передача на телеканале Channel 4, где показывалось, что Лакшми поправляется и даже учится ходить с помощью ходунков.